# Viaggiamo con Benjamin (album)
Viaggiamo con Benjamin è un album di Cristina D'Avena dedicato alla serie animata omonima pubblicato nel 1988.
Contiene la sigla italiana del cartone animato e brani non trasmessi in tv realizzati su base musicale originale spagnola, adattati in italiano da Alessandra Valeri Manera e interpretati da Cristina D'Avena e Pietro Ubaldi.

## Tracce
LATO A
1. Viaggiamo con Benjamin
2. Oh oh oh Ruggine (con Pietro Ubaldi)
3. Pianeta piccino
4. Siamo i più cattivi (Pietro Ubaldi)
5. Per te Benjamin

LATO B
1. Ben-Benjamin
2. Taca-Taca Chun-Chun (con Pietro Ubaldi e altri interpreti)
3. Mia dolce Agnese (con Pietro Ubaldi) (interprete accreditata come Agnese)
4. Il giudice di pace (con Pietro Ubaldi)
5. Vola Henry (Pietro Ubaldi)
6. Viaggiamo con Benjamin (strumentale)

### Curiosità
Nella versione spagnola dell'album era presente il brano Bruna, inizialmente non adattato nella versione italiana. Successivamente, utilizzando la base originale spagnola, è stato pubblicato nella musicassetta allegata al terzo numero della collana editoriale Storie e cartoni TV dedicato a David Gnomo, con il titolo Un mestiere difficile ed interpretato da Pietro Ubaldi con i Piccoli cantori di Milano e Cristina D'Avena (presente nei cori).